# Distretto di Had-Sahary
Il distretto di Had-Sahary è un distretto della provincia di Djelfa, in Algeria, con capoluogo Djelfa.

## Comuni
Il distretto di Had-Sahary comprende 3 comuni:
- Had-Sahary
- Bouirat Lahdeb
- Aïn Feka